# Tornei di tennis maschili nel 1930
Prima della nascita della cosiddetta "Era Open" del tennis, ossia l'apertura ai tennisti professionisti dei tornei che prima di quell'anno erano riservati ai tennisti dilettanti. Nel 1930 i tornei si distinguevano in pro e amatoriali: ai primi potevano partecipare solo i giocatori professionisti, mentre ai secondi potevano partecipare solo i tennisti dilettanti. Tutti i tornei più importanti erano amatoriali tra questi c'erano i tornei del Grande Slam: gli Australian Championships, gli Internazionali di Francia, il Torneo di Wimbledon e gli U.S. National Championships.

## Calendario

### Legenda
| Tornei amatoriali       |
| Tornei professionistici |

### Gennaio
| Settimana  | Torneo                                                                                      | Vincitore                                          | Finalista                                  | Semifinalisti | Eliminati ai quarti |
| ---------- | ------------------------------------------------------------------------------------------- | -------------------------------------------------- | ------------------------------------------ | ------------- | ------------------- |
| gennaio    | Belgian International Covered Court Championships 1930 Bruxelles, Belgio Singolare - Doppio | Antoine Gentien 6-2 2-6 6-3 6-0                    | Roger George                               |               |                     |
| gennaio    | Belgian International Covered Court Championships 1930 Bruxelles, Belgio Singolare - Doppio | Antoine Gentien Georges Glasser 6–2, 6–3           | Edouard Thurneyssen Roger George           |               |                     |
| 3 gennaio  | Mid-Winter Championships 1930 Los Angeles, USA Singolare - Doppio                           | Tamino Abe 6-4 6-3                                 | Sidney Wood                                |               |                     |
| 3 gennaio  | Mid-Winter Championships 1930 Los Angeles, USA Singolare - Doppio                           |                                                    |                                            |               |                     |
| 5 gennaio  | Coupe de Noel 1930 Parigi, Francia Singolare - Doppio                                       | Jean Borotra 6-4 6-2 4-6 6-1                       | Bill Tilden                                |               |                     |
| 5 gennaio  | Coupe de Noel 1930 Parigi, Francia Singolare - Doppio                                       | Jean Borotra Georges Glasser 8–6, 6–4, 11–9        | Domingo Torralva-Ponsa Luis Torralva-Ponsa |               |                     |
| 13 gennaio | Monegasque Championships 1930 Monte Carlo, Monte Carlo Singolare - Doppio                   | Bill Tilden 7-5 6-1 6-8 6-0                        | George Lyttleton Rogers                    |               |                     |
| 13 gennaio | Monegasque Championships 1930 Monte Carlo, Monte Carlo Singolare - Doppio                   | Bill Tilden Wilbur Coen 6–4 6–3 6–3                | Pierre Goldschmidt Francois Terrier        |               |                     |
| 19 gennaio | Bristol Cup 1930 Beaulieu-sur-Mer, Francia Singolare - Doppio                               | Karel Koželuh 6–3, 6–3, 6–4                        | Roman Najuch                               |               |                     |
| 19 gennaio | Bristol Cup 1930 Beaulieu-sur-Mer, Francia Singolare - Doppio                               | Karel Koželuh Jan Koželuh                          | Albert Burke Martin Plaa                   |               |                     |
| 25 gennaio | Canadian Covered Court Championships 1930 Montréal, Canada Singolare - Doppio               | George Lott 5-7 6-3 1-6 12-10 6-4                  | Frederic Mercur                            |               |                     |
| 25 gennaio | Canadian Covered Court Championships 1930 Montréal, Canada Singolare - Doppio               | Gilbert Hall Frederic Mercur                       | George Lott Marcel Rainville               |               |                     |
| 25 gennaio | Australian Championships 1930 Melbourne, Australia Erba Singolare - Doppio                  | Edgar Moon 6-3 6-1 6-3                             | Harry Hopman                               |               |                     |
| 25 gennaio | Australian Championships 1930 Melbourne, Australia Erba Singolare - Doppio                  | Jack Crawford Harry Hopman 8-6, 6-1, 2-6, 6-3      | Tim Fitchett John Hawkes                   |               |                     |
| 25 gennaio | New Courts Club Championships 1930 Cannes, Francia Singolare - Doppio                       | Bill Tilden 6-1 6-4 6-1                            | Giorgio De Stefani                         |               |                     |
| 25 gennaio | New Courts Club Championships 1930 Cannes, Francia Singolare - Doppio                       | Bill Tilden Charles Herbert Kingsley 6–1, 6–2, 6–1 | Erik Worm George Lyttleton-Rogers          |               |                     |
| 26 gennaio | French Covered Court Championships 1930 Parigi, Francia Singolare - Doppio                  | Jean Borotra 6-2 6-4 6-1                           | Christian Boussus                          |               |                     |
| 26 gennaio | French Covered Court Championships 1930 Parigi, Francia Singolare - Doppio                  | Jean Borotra Georges Glasser 8–6, 10-8, 6–2        | René de Buzelet André Contanson            |               |                     |

### Febbraio
| Settimana   | Torneo                                                                           | Vincitore                                             | Finalista                            | Semifinalisti               | Eliminati ai quarti                                              |
| ----------- | -------------------------------------------------------------------------------- | ----------------------------------------------------- | ------------------------------------ | --------------------------- | ---------------------------------------------------------------- |
| 2 febbraio  | Gallia Club Championships 1930 Cannes, Francia Singolare - Doppio                | Bill Tilden 6-0 6-2 6-0                               | Herman von Artens                    |                             |                                                                  |
| 2 febbraio  | Gallia Club Championships 1930 Cannes, Francia Singolare - Doppio                | Henri Cochet Jacques Brugnon walkover                 | Bill Tilden Charles Herbert Kingsley |                             |                                                                  |
| 6 febbraio  | Torneo di Roubaix 1930 Roubaix, Francia Singolare - Doppio                       | Christian Boussus 6-3 6-2 6-1                         | Pierre Goldschmidt                   |                             |                                                                  |
| 6 febbraio  | Torneo di Roubaix 1930 Roubaix, Francia Singolare - Doppio                       |                                                       |                                      |                             |                                                                  |
| 9 febbraio  | New South Wales Championships 1930 Sydney, Australia Singolare - Doppio          | Jack Cummings 6-1, 6-0, 7-5                           | Edgar Moon                           | Harry Hopman Aubrey Willard | Jack Grinstead Richard Schlessinger Alfred Chave Anthony Willard |
| 9 febbraio  | New South Wales Championships 1930 Sydney, Australia Singolare - Doppio          | Jack Crawford Harry Hopman 6-4, 1-6, 6-1, 6-2         | Edgar Moon Jack Cummings             | Harry Hopman Aubrey Willard | Jack Grinstead Richard Schlessinger Alfred Chave Anthony Willard |
| 9 febbraio  | San Antonio Tournament 1930 San Antonio, USA Singolare - Doppio                  | Wilmer Allison 6-3 0-6 7-5 4-6 6-3                    | Bell                                 |                             |                                                                  |
| 9 febbraio  | San Antonio Tournament 1930 San Antonio, USA Singolare - Doppio                  |                                                       |                                      |                             |                                                                  |
| 9 febbraio  | US Indoors 1930 New York, USA Singolare - Doppio                                 | Francis Townsend Hunter 6-3 6-2 6-2                   | Julius Seligson                      |                             |                                                                  |
| 9 febbraio  | US Indoors 1930 New York, USA Singolare - Doppio                                 | Merritt Cutler Perrine Rockafellow 6–2, 6–3, 2–6, 6–4 | Harris Coggeshall Richard Murphy     |                             |                                                                  |
| 9 febbraio  | German Covered Court Championships 1930 Brema, Germania Singolare - Doppio       | Curt Östberg 6-4 3-6 4-6 6-3 6-2                      | Friedrich Frenz                      |                             |                                                                  |
| 9 febbraio  | German Covered Court Championships 1930 Brema, Germania Singolare - Doppio       | Walter Dessart Friedrich Frenz 10-8, 6–4, 6–3         | Curt Östberg Mackenthum              |                             |                                                                  |
| 10 febbraio | Carlton Club Championships 1930 Cannes, Francia Terra rossa Singolare - Doppio   | Giorgio De Stefani 6-2 4-6 6-3 6-2                    | Herman von Artens                    |                             |                                                                  |
| 10 febbraio | Carlton Club Championships 1930 Cannes, Francia Terra rossa Singolare - Doppio   | Henri Cochet Jacques Brugnon 3–6, 6–3, 6–3, 6–2       | Erik Worm Paul Barrelet de Ricou     |                             |                                                                  |
| 13 febbraio | Casino Heights Invitational 1930 New York, USA Singolare - Doppio                | Francis Townsend Hunter 6-3 11-9 2-6 7-5              | Harry Brunie                         |                             |                                                                  |
| 13 febbraio | Casino Heights Invitational 1930 New York, USA Singolare - Doppio                |                                                       |                                      |                             |                                                                  |
| 18 febbraio | South of France Championships 1930 Nizza, Francia Terra rossa Singolare - Doppio | Bill Tilden 4-6 8-6 6-1 5-7 6-0                       | George Lyttleton Rogers              |                             |                                                                  |
| 18 febbraio | South of France Championships 1930 Nizza, Francia Terra rossa Singolare - Doppio | Wilbur Coen Bill Tilden 6–0, 3–6, 7–5, 6–3            | George Lyttleton-Rogers Erik Worm    |                             |                                                                  |
| 24 febbraio | Central Florida Championiships 1930 Orlando, USA Singolare - Doppio              | Gilbert Hall 6-1 6-1 6-2                              | Gus Feuer                            |                             |                                                                  |
| 24 febbraio | Central Florida Championiships 1930 Orlando, USA Singolare - Doppio              |                                                       |                                      |                             |                                                                  |
| 25 febbraio | Beaulieu First Meeting 1930 Beaulieu-sur-Mer, Francia Singolare - Doppio         | Harry G. Lee 3-6 6-3 6-3 3-6 7-5                      | Bunny Henry Austin                   |                             |                                                                  |
| 25 febbraio | Beaulieu First Meeting 1930 Beaulieu-sur-Mer, Francia Singolare - Doppio         | Wilbur Coen Bill Tilden                               | Daniel Prenn Heinrich Kleinschroth   |                             |                                                                  |

### Marzo
| Settimana | Torneo                                                                                       | Vincitore                                         | Finalista                            | Semifinalisti | Eliminati ai quarti |
| --------- | -------------------------------------------------------------------------------------------- | ------------------------------------------------- | ------------------------------------ | ------------- | ------------------- |
| Marzo     | New South Wales Hard Court Championships 1930 Dubbo, Australia Singolare - Doppio            | Ray Dunlop                                        | non conosciuta (bandiera)            |               |                     |
| Marzo     | New South Wales Hard Court Championships 1930 Dubbo, Australia Singolare - Doppio            |                                                   |                                      |               |                     |
| Marzo     | Egyptian International Championships 1930 Il Cairo, Egitto Singolare - Doppio                | Maurice Iwiens-D'eeckhoutte                       | non conosciuta (bandiera)            |               |                     |
| Marzo     | Egyptian International Championships 1930 Il Cairo, Egitto Singolare - Doppio                |                                                   |                                      |               |                     |
| 1º marzo  | Bermuda International Championships 1930 Hamilton, Bermuda Singolare - Doppio                | Herbert L. Bowman 6-4 6-3 6-2                     | Bruce Barnes                         |               |                     |
| 1º marzo  | Bermuda International Championships 1930 Hamilton, Bermuda Singolare - Doppio                | Berkeley Bell Bruce Barnes 6–3, 6–2, 6–3          | Herbert Bowman John Doeg             |               |                     |
| 2 marzo   | Monte Carlo Cup 1930 Monte Carlo, Monte Carlo Singolare - Doppio                             | Bill Tilden 6-4 6-4 6-1                           | Bunny Henry Austin                   |               |                     |
| 2 marzo   | Monte Carlo Cup 1930 Monte Carlo, Monte Carlo Singolare - Doppio                             | Uberto De Morpurgo Wilbur Coen 6–2, 3–6, 6–4, 6–4 | George Lyttleton-Rogers Tamino Abe   |               |                     |
| 7 marzo   | Florida State Championships 1930 Palm Beach, USA Singolare - Doppio                          | Gilbert Hall 6-4 8-6 6-4                          | Richard Norris Williams              |               |                     |
| 7 marzo   | Florida State Championships 1930 Palm Beach, USA Singolare - Doppio                          |                                                   |                                      |               |                     |
| 9 marzo   | Riviera Championships 1930 Mentone, Francia Singolare - Doppio                               | Bill Tilden 10-8 7-5 3-6 4-6 6-1                  | Jacques Brugnon                      |               |                     |
| 9 marzo   | Riviera Championships 1930 Mentone, Francia Singolare - Doppio                               | Wilbur Coen Bill Tilden 6–3, 6–3, 4–6, 6–3        | Tamino Abe Charles Aeschlimann       |               |                     |
| 14 marzo  | Florida East Coast Championships 1930 Ormond Beach, USA Singolare - Doppio                   | John Doeg 6-2 6-1 6-2                             | Emmet Pare                           |               |                     |
| 14 marzo  | Florida East Coast Championships 1930 Ormond Beach, USA Singolare - Doppio                   |                                                   |                                      |               |                     |
| 15 marzo  | Dulwich Covered Court Championships 1930 Dulwich, Gran Bretagna Singolare - Doppio           | Yoshiro Ohta 6-2 6-2                              | Ryuki Miki                           |               |                     |
| 15 marzo  | Dulwich Covered Court Championships 1930 Dulwich, Gran Bretagna Singolare - Doppio           |                                                   |                                      |               |                     |
| 16 marzo  | Nice Lawn Tennis Club Championships 1930 Nizza, Francia Singolare - Doppio                   | Bill Tilden 6-2 6-2 6-3                           | George Lyttleton Rogers              |               |                     |
| 16 marzo  | Nice Lawn Tennis Club Championships 1930 Nizza, Francia Singolare - Doppio                   | Wilbur Coen Bill Tilden 2–6, 6–4, 6–3, 7–9, 6–1   | Hyotare Sato Takeichi Harada         |               |                     |
| 19 marzo  | Southern Pro Championships 1930 Palm Beach, USA Singolare - Doppio                           | Vincent Richards 6–0, 7–5, 6–3                    | Paul Heston                          |               |                     |
| 19 marzo  | Southern Pro Championships 1930 Palm Beach, USA Singolare - Doppio                           |                                                   |                                      |               |                     |
| 22 marzo  | South Australian Championships 1930 Adelaide, Australia Singolare - Doppio                   | Don Turnbull 6-4 7-9 6-4 4-6 7-5                  | Rupert Shepherd                      |               |                     |
| 22 marzo  | South Australian Championships 1930 Adelaide, Australia Singolare - Doppio                   |                                                   |                                      |               |                     |
| 24 marzo  | Southeastern Championships 1930 St. Augustine, USA Singolare - Doppio                        | John Doeg 5-7 6-3 3-6 6-3 7-5                     | Gilbert Hall                         |               |                     |
| 24 marzo  | Southeastern Championships 1930 St. Augustine, USA Singolare - Doppio                        |                                                   |                                      |               |                     |
| 24 marzo  | Côte d'Azur Championships 1930 Cannes, Francia Singolare - Doppio                            | Bill Tilden 6-4 6-3 6-4                           | Giorgio De Stefani                   |               |                     |
| 24 marzo  | Côte d'Azur Championships 1930 Cannes, Francia Singolare - Doppio                            | Wilbur Coen Bill Tilden 6–4, 6–0, 1–6, 6–3        | Hyotare Sato Takeichi Harada         |               |                     |
| 30 marzo  | South Florida Championships 1930 Miami Beach, USA Singolare - Doppio                         | George Lott 2-6 6-2 4-6 2-6 8-6                   | John Doeg                            |               |                     |
| 30 marzo  | South Florida Championships 1930 Miami Beach, USA Singolare - Doppio                         |                                                   |                                      |               |                     |
| 30 marzo  | Cannes Championships 1930 Cannes, Francia Singolare - Doppio                                 |                                                   | Wilbur Franklyn Coen Bill Tilden     |               |                     |
| 30 marzo  | Cannes Championships 1930 Cannes, Francia Singolare - Doppio                                 | Wilbur Coen Bill Tilden 6–3, 6–4, 6–2             | René Gallepe George Lyttleton-Rogers |               |                     |
| 31 marzo  | Hampstead Hard Court Championships 1930 Hampstead, Gran Bretagna Singolare - Doppio          | Yoshiro Ohta 6-3 7-5                              | Ryuki Miki                           |               |                     |
| 31 marzo  | Hampstead Hard Court Championships 1930 Hampstead, Gran Bretagna Singolare - Doppio          |                                                   |                                      |               |                     |
| 31 marzo  | Gallery Tournament Country Club Championships 1930 Dulwich, Gran Bretagna Singolare - Doppio | Orestis Garangiotis 6-2 6-1                       | J. Desmond Morris                    |               |                     |
| 31 marzo  | Gallery Tournament Country Club Championships 1930 Dulwich, Gran Bretagna Singolare - Doppio |                                                   |                                      |               |                     |

### Aprile
| Settimana | Torneo                                                                                 | Vincitore                                   | Finalista                           | Semifinalisti | Eliminati ai quarti |
| --------- | -------------------------------------------------------------------------------------- | ------------------------------------------- | ----------------------------------- | ------------- | ------------------- |
| aprile    | Torneo di Chiberta 1930 Chiberta, Spagna Singolare - Doppio                            | George Lyttleton Rogers 6-1 6-2 0-6 10-8    | Henri Cochet                        |               |                     |
| aprile    | Torneo di Chiberta 1930 Chiberta, Spagna Singolare - Doppio                            |                                             |                                     |               |                     |
| 6 aprile  | Saint-Raphaël Championships 1930 Saint-Raphaël, Francia Singolare - Doppio             | Bill Tilden 6-1 6-0 6-2                     | George Lyttleton Rogers             |               |                     |
| 6 aprile  | Saint-Raphaël Championships 1930 Saint-Raphaël, Francia Singolare - Doppio             | Bill Tilden Wilbur Coen 6–2 3–6 6–3 6–8 6–4 | Tamino Abe Hyotare Sato             |               |                     |
| 6 aprile  | New Orleans Country Club Invitational 1930 New Orleans, USA Singolare - Doppio         | John Doeg 6-4 6-3 4-6 1-6 6-4               | John Van Ryn                        |               |                     |
| 6 aprile  | New Orleans Country Club Invitational 1930 New Orleans, USA Singolare - Doppio         | George Lott John Doeg 6–0, 6–2, 6–2         | John Van Ryn Cram                   |               |                     |
| 12 aprile | Westgate Tournament 1930 Londra, Gran Bretagna Singolare - Doppio                      | Athar-Ali Fyzee 6-1 6-1                     | Yoshiro Ohta                        |               |                     |
| 12 aprile | Westgate Tournament 1930 Londra, Gran Bretagna Singolare - Doppio                      |                                             |                                     |               |                     |
| 12 aprile | Magdalen Park Tournament 1930 Londra, Gran Bretagna Cemento Singolare - Doppio         | Ryuki Miki 6-2 6-0                          | F.R. Price                          |               |                     |
| 12 aprile | Magdalen Park Tournament 1930 Londra, Gran Bretagna Cemento Singolare - Doppio         |                                             |                                     |               |                     |
| 13 aprile | Torneo di Juan-les-Pins 1930 Juan les Pins, Francia Singolare - Doppio                 | Bill Tilden 4-6 6-1 6-2 6-3                 | Wilbur Franklyn Coen                |               |                     |
| 13 aprile | Torneo di Juan-les-Pins 1930 Juan les Pins, Francia Singolare - Doppio                 | Bill Tilden Wilbur Coen 6–2, 6–4, 6–3       | René Gallepe Renard                 |               |                     |
| 19 aprile | Roehampton Hard Court Championships 1930 Roehampton, Gran Bretagna Singolare - Doppio  | Ted Avory 6-2 6-1                           | Stanley W. Harris                   |               |                     |
| 19 aprile | Roehampton Hard Court Championships 1930 Roehampton, Gran Bretagna Singolare - Doppio  |                                             |                                     |               |                     |
| 19 aprile | Melbury Hard Court Championships 1930 Melbury, Gran Bretagna Singolare - Doppio        | Nigel Sharpe 6-2 6-2                        | Noel Turnbull                       |               |                     |
| 19 aprile | Melbury Hard Court Championships 1930 Melbury, Gran Bretagna Singolare - Doppio        |                                             |                                     |               |                     |
| 20 aprile | North & South Championships 1930 Pinehurst, USA Singolare - Doppio                     | John Doeg 6-0 6-1 6-3                       | Gregory Mangin                      |               |                     |
| 20 aprile | North & South Championships 1930 Pinehurst, USA Singolare - Doppio                     |                                             |                                     |               |                     |
| 21 aprile | South African Championships 1930 Bloemfontein, Sudafrica Singolare - Doppio            | Louis Raymond 6-2 5-7 6-3 6-4               | Colin John James Robbins            |               |                     |
| 21 aprile | South African Championships 1930 Bloemfontein, Sudafrica Singolare - Doppio            | Vernon Kirby Jack Condon 7–5, 6–1, 10-8     | Louis Raymond Roy Malcolm           |               |                     |
| 21 aprile | Beaulieu Second Meeting 1930 Beaulieu-sur-Mer, Francia Singolare - Doppio              | Bill Tilden walkover                        | Wilbur Franklyn Coen                |               |                     |
| 21 aprile | Beaulieu Second Meeting 1930 Beaulieu-sur-Mer, Francia Singolare - Doppio              | Bill Tilden Wilbur Coen 6–3, 6–3, 7–5       | Jean Lesueur Nicolas Magaloff       |               |                     |
| 23 aprile | Tally Ho! Hard Court Championships 1930 Birmingham, Gran Bretagna Singolare - Doppio   | Keats Lester 6-1 6-1                        | Herman Francis David                |               |                     |
| 23 aprile | Tally Ho! Hard Court Championships 1930 Birmingham, Gran Bretagna Singolare - Doppio   |                                             |                                     |               |                     |
| 26 aprile | North London Hard Court Championships 1930 Highbury, Gran Bretagna Singolare - Doppio  | Noel Turnbull 6-3 6-2 6-2                   | Athar-Ali Fyzee                     |               |                     |
| 26 aprile | North London Hard Court Championships 1930 Highbury, Gran Bretagna Singolare - Doppio  |                                             |                                     |               |                     |
| 26 aprile | Felixstowe Hard Court Championships 1930 Felixstowe, Gran Bretagna Singolare - Doppio  | Gordon Crole-Rees 6-3 9-11 6-1              | Dearman                             |               |                     |
| 26 aprile | Felixstowe Hard Court Championships 1930 Felixstowe, Gran Bretagna Singolare - Doppio  |                                             |                                     |               |                     |
| 26 aprile | West Side Country Club Championships 1930 Ealing, Gran Bretagna Singolare - Doppio     | William Powell 6-4 2-6 6-2                  | Fred Perry                          |               |                     |
| 26 aprile | West Side Country Club Championships 1930 Ealing, Gran Bretagna Singolare - Doppio     |                                             |                                     |               |                     |
| 26 aprile | Croydon Hard Court Championships 1930 Croydon, Gran Bretagna Singolare - Doppio        | Ryuki Miki 1-6 6-2 4-6 6-4 6-1              | G.B. Jameson                        |               |                     |
| 26 aprile | Croydon Hard Court Championships 1930 Croydon, Gran Bretagna Singolare - Doppio        |                                             |                                     |               |                     |
| 27 aprile | Monte Carlo Third Meeting 1930 Monte Carlo, Monte Carlo Terra rossa Singolare - Doppio | Bill Tilden 6-1 6-2 6-3                     | Jean Le Sueur                       |               |                     |
| 27 aprile | Monte Carlo Third Meeting 1930 Monte Carlo, Monte Carlo Terra rossa Singolare - Doppio | Bill Tilden Wilbur Coen 6–4, 6–3, 6–3       | Pierre Goldschmidt Francois Terrier |               |                     |
| 28 aprile | Mason & Dixon Trophy 1930 White Sulphur Springs, USA Singolare - Doppio                | John Van Ryn 4-6 7-5 12-10 6-1              | Wilmer Allison                      |               |                     |
| 28 aprile | Mason & Dixon Trophy 1930 White Sulphur Springs, USA Singolare - Doppio                |                                             |                                     |               |                     |

### Maggio
| Settimana | Torneo                                                                                   | Vincitore                                                        | Finalista                          | Semifinalisti | Eliminati ai quarti |
| --------- | ---------------------------------------------------------------------------------------- | ---------------------------------------------------------------- | ---------------------------------- | ------------- | ------------------- |
| maggio    | Southern California Championships 1930 Los Angeles, USA Singolare - Doppio               | Ellsworth Vines                                                  | non conosciuta (bandiera)          |               |                     |
| maggio    | Southern California Championships 1930 Los Angeles, USA Singolare - Doppio               |                                                                  |                                    |               |                     |
| 3 maggio  | British Hard Court Championships 1930 Bournemouth, Gran Bretagna Singolare - Doppio      | Harry G. Lee 6-3 2-6 6-4 6-4                                     | Eric Peters                        |               |                     |
| 3 maggio  | British Hard Court Championships 1930 Bournemouth, Gran Bretagna Singolare - Doppio      | Bunny Austin John Olliff 6–4, 8–6, 7–5                           | Cyril Eames Irving Wheatcroft      |               |                     |
| 4 maggio  | Internazionali d'Italia 1930 Milano, Italia Terra rossa Singolare - Doppio               | Bill Tilden 6-1 6-1 6-2                                          | Uberto De Morpurgo                 |               |                     |
| 4 maggio  | Internazionali d'Italia 1930 Milano, Italia Terra rossa Singolare - Doppio               | Wilbur Franklyn Coen Bill Tilden 6-0, 6-3, 6-3                   | Uberto De Morpurgo Placido Gaslini |               |                     |
| 11 maggio | Austrian International Championships 1930 Vienna, Austria Terra rossa Singolare - Doppio | Bill Tilden 6-3 6-1 8-6                                          | Franz-Wilhelm Matejka              |               |                     |
| 11 maggio | Austrian International Championships 1930 Vienna, Austria Terra rossa Singolare - Doppio | Bill Tilden Ludwig von Salm-Hoogstraeten 4–6, 7–5, 7–5, 5–7, 6–3 | Daniel Prenn Heinrich Kleinschroth |               |                     |
| 11 maggio | Greater New York Championships 1930 New York, USA Singolare - Doppio                     | Lawrence Kurzrok 7-5 6-2 7-5                                     | Percy Lloyd Kynaston               |               |                     |
| 11 maggio | Greater New York Championships 1930 New York, USA Singolare - Doppio                     |                                                                  |                                    |               |                     |
| 12 maggio | Northwick Hard Court Championships 1930 Northwick, Gran Bretagna Singolare - Doppio      | John Olliff 6-1 4-6 6-3                                          | Fred Perry                         |               |                     |
| 12 maggio | Northwick Hard Court Championships 1930 Northwick, Gran Bretagna Singolare - Doppio      |                                                                  |                                    |               |                     |
| 18 maggio | North Side Championships 1930 New York, USA Singolare - Doppio                           | Jerry Lang 6-4 6-4 6-3                                           | Edward G. Tarangioli               |               |                     |
| 18 maggio | North Side Championships 1930 New York, USA Singolare - Doppio                           |                                                                  |                                    |               |                     |
| 19 maggio | Surrey Grass Court Championships 1930 Surbiton, Gran Bretagna Singolare - Doppio         | Yoshiro Ohta 6-1 4-6 6-3                                         | Fred Perry                         |               |                     |
| 19 maggio | Surrey Grass Court Championships 1930 Surbiton, Gran Bretagna Singolare - Doppio         |                                                                  |                                    |               |                     |
| 26 maggio | Northern Championships 1930 Manchester, Gran Bretagna Singolare - Doppio                 | Bunny Henry Austin 8-6 6-2 6-4                                   | John Olliff                        |               |                     |
| 26 maggio | Northern Championships 1930 Manchester, Gran Bretagna Singolare - Doppio                 |                                                                  |                                    |               |                     |
| 26 maggio | Middlesex Championships 1930 Chiswick Park, Gran Bretagna Singolare - Doppio             | Fred Perry 7-5 6-0                                               | Atri-Madan Mohan                   |               |                     |
| 26 maggio | Middlesex Championships 1930 Chiswick Park, Gran Bretagna Singolare - Doppio             |                                                                  |                                    |               |                     |
| 30 maggio | Bronx County Championships 1930 New York, USA Singolare - Doppio                         | Jerry Lang                                                       | Herbert Bowman                     |               |                     |
| 30 maggio | Bronx County Championships 1930 New York, USA Singolare - Doppio                         |                                                                  |                                    |               |                     |

### Giugno
| Settimana | Torneo                                                                             | Vincitore                                                                                | Finalista                             | Semifinalisti | Eliminati ai quarti |
| --------- | ---------------------------------------------------------------------------------- | ---------------------------------------------------------------------------------------- | ------------------------------------- | ------------- | ------------------- |
| giugno    | Montreux Palace Spring Meeting 1930 Montreux, Svizzera Singolare - Doppio          | Jack Crawford 6-4 3-6 7-5 6-3                                                            | Emmanuel du Plaix                     |               |                     |
| giugno    | Montreux Palace Spring Meeting 1930 Montreux, Svizzera Singolare - Doppio          | Jack Crawford Edgar Moon vs. Harry Hopman Aubrey Willard 7–5, 3–6, 3–6, 9–7, 8-8 sospesa |                                       |               |                     |
| giugno    | Maryland State Championships 1930 Baltimora, USA Singolare - Doppio                | Richard Berkeley Bell                                                                    | non conosciuta (bandiera)             |               |                     |
| giugno    | Maryland State Championships 1930 Baltimora, USA Singolare - Doppio                |                                                                                          |                                       |               |                     |
| 1º giugno | Internazionali di Francia 1930 Parigi, Francia Terra rossa Singolare - Doppio      | Henri Cochet 3-6 8-6 6-3 6-1                                                             | Bill Tilden                           |               |                     |
| 1º giugno | Internazionali di Francia 1930 Parigi, Francia Terra rossa Singolare - Doppio      | Henri Cochet Jacques Brugnon 6-3, 9-7, 6-3                                               | Harry Hopman Jim Willard              |               |                     |
| 1º giugno | Brooklyn Championships 1930 New York, USA Singolare - Doppio                       | Morey Lewis                                                                              | William Einsman                       |               |                     |
| 1º giugno | Brooklyn Championships 1930 New York, USA Singolare - Doppio                       |                                                                                          |                                       |               |                     |
| 2 giugno  | Torneo di Saint George's Hill 1930 Weybridge, Gran Bretagna Singolare - Doppio     | Ryuki Miki 6-0 5-7 6-2                                                                   | David Rutnam                          |               |                     |
| 2 giugno  | Torneo di Saint George's Hill 1930 Weybridge, Gran Bretagna Singolare - Doppio     |                                                                                          |                                       |               |                     |
| 2 giugno  | Orange Club Championships 1930 South Orange, USA Singolare - Doppio                | John Doeg 6-3 6-3 6-2                                                                    | John Van Ryn                          |               |                     |
| 2 giugno  | Orange Club Championships 1930 South Orange, USA Singolare - Doppio                |                                                                                          |                                       |               |                     |
| 2 giugno  | Northern Championships 1930 Liverpool, Gran Bretagna Singolare - Doppio            | John Olliff 6-4 6-4 2-6 8-6                                                              | Nigel Sharpe                          |               |                     |
| 2 giugno  | Northern Championships 1930 Liverpool, Gran Bretagna Singolare - Doppio            |                                                                                          |                                       |               |                     |
| 2 giugno  | North London Championships 1930 Londra, Gran Bretagna Singolare - Doppio           | G.B. Jameson 7-5 6-0                                                                     | John Shales                           |               |                     |
| 2 giugno  | North London Championships 1930 Londra, Gran Bretagna Singolare - Doppio           |                                                                                          |                                       |               |                     |
| 8 giugno  | New England Championships 1930 Hartford, USA Singolare - Doppio                    | Francis Shields 6-4 6-4 7-5                                                              | Wiley                                 |               |                     |
| 8 giugno  | New England Championships 1930 Hartford, USA Singolare - Doppio                    |                                                                                          |                                       |               |                     |
| 9 giugno  | Belgium International Championships 1930 Bruxelles, Belgio Singolare - Doppio      | Jean Borotra 4-6 6-3 6-4 4-6 8-6                                                         | Henri Cochet                          |               |                     |
| 9 giugno  | Belgium International Championships 1930 Bruxelles, Belgio Singolare - Doppio      | Eric Peters Keats Lester                                                                 | Nicolas Zahar Grandguillot            |               |                     |
| 9 giugno  | West of England Championships 1930 Bristol, Gran Bretagna Singolare - Doppio       | George Lyttleton Rogers 6-3 3-6 6-4                                                      | George Godsell                        |               |                     |
| 9 giugno  | West of England Championships 1930 Bristol, Gran Bretagna Singolare - Doppio       |                                                                                          |                                       |               |                     |
| 9 giugno  | Berlin Championships 1930 Berlino, Germania Terra rossa Singolare - Doppio         | Bill Tilden 7-5 7-5                                                                      | Daniel Prenn                          |               |                     |
| 9 giugno  | Berlin Championships 1930 Berlino, Germania Terra rossa Singolare - Doppio         | Bill Tilden Erik Worm 7–5, 6–3, 6–3                                                      | Heinrich Kleinschroth Daniel Prenn    |               |                     |
| 9 giugno  | Kent Championships 1930 Beckenham, Gran Bretagna Singolare - Doppio                | Bunny Henry Austin 6-2 2-6 6-4 6-2                                                       | Harry G. Lee                          |               |                     |
| 9 giugno  | Kent Championships 1930 Beckenham, Gran Bretagna Singolare - Doppio                |                                                                                          |                                       |               |                     |
| 14 giugno | Middle States Championships 1930 Filadelfia, USA Singolare - Doppio                | Frederic Mercur 6-3 6-4 6-4                                                              | Dolf Muehleisen                       |               |                     |
| 14 giugno | Middle States Championships 1930 Filadelfia, USA Singolare - Doppio                |                                                                                          |                                       |               |                     |
| 14 giugno | Pennsylvania & Eastern States Championships 1930 Haverford, USA Singolare - Doppio | Frederic Mercur 6-3 6-4 6-4                                                              | Dolf Muehleisen                       |               |                     |
| 14 giugno | Pennsylvania & Eastern States Championships 1930 Haverford, USA Singolare - Doppio |                                                                                          |                                       |               |                     |
| 15 giugno | Metropolitan Clay Court Championships 1930 New York, USA Singolare - Doppio        | Julius Seligson 6-0 6-1 10-8                                                             | Edward G. Tarangioli                  |               |                     |
| 15 giugno | Metropolitan Clay Court Championships 1930 New York, USA Singolare - Doppio        |                                                                                          |                                       |               |                     |
| 15 giugno | Tri-State Championships 1930 Cincinnati, USA Singolare - Doppio                    | Francis Shields 6-2 6-4 3-6 2-6 6-1                                                      | Emmet Pare                            |               |                     |
| 15 giugno | Tri-State Championships 1930 Cincinnati, USA Singolare - Doppio                    | Cliff Sutter Maurice Bayon 3-6, 6-3, 6-2, 6-2                                            | George Jennings Wilbur Braudt         |               |                     |
| 21 giugno | Queen's Club Championships 1930 Londra, Gran Bretagna Singolare - Doppio           | Wilmer Allison 6-4 8-6                                                                   | Gregory Mangin                        |               |                     |
| 21 giugno | Queen's Club Championships 1930 Londra, Gran Bretagna Singolare - Doppio           | George Lott John Doeg 12-14, 6–3, 6–4, 6–4                                               | John Van Ryn Wilmer Allison           |               |                     |
| 21 giugno | Delaware State Championships 1930 Wilmington, USA Singolare - Doppio               | Francis Shields 6-1 6-2 11-9                                                             | Frederic Mercur                       |               |                     |
| 21 giugno | Delaware State Championships 1930 Wilmington, USA Singolare - Doppio               |                                                                                          |                                       |               |                     |
| 22 giugno | Eastern Clay Court Championships 1930 New York, USA Singolare - Doppio             | Herbert Bowman 6-3 6-2 6-2                                                               | Frank Bowden                          |               |                     |
| 22 giugno | Eastern Clay Court Championships 1930 New York, USA Singolare - Doppio             |                                                                                          |                                       |               |                     |
| 22 giugno | French Pro Championships 1930 Parigi, Francia Terra rossa Singolare - Doppio       | Karel Koželuh Round robin finale                                                         | Roman Najuch Albert Burke Martin Plaa |               |                     |
| 22 giugno | French Pro Championships 1930 Parigi, Francia Terra rossa Singolare - Doppio       | Karel Koželuh Roman Najuch 6-4 6-2 3-6 6-1                                               | Albert Burke Edmund Burke             |               |                     |
| 29 giugno | Long Island State Championships 1930 Jackson Heights, USA Singolare - Doppio       | Clarence James Griffin 2-6 6-2 6-3 6-1                                                   | Percy Lloyd Kynaston                  |               |                     |
| 29 giugno | Long Island State Championships 1930 Jackson Heights, USA Singolare - Doppio       |                                                                                          |                                       |               |                     |
| 29 giugno | Kings County Championships 1930 Brooklyn, USA Singolare - Doppio                   | William Einsman 6-1 2-6 3-6 10-8 8-6                                                     | Reginald Talmadge                     |               |                     |
| 29 giugno | Kings County Championships 1930 Brooklyn, USA Singolare - Doppio                   |                                                                                          |                                       |               |                     |

### Luglio
| Settimana | Torneo                                                                                           | Vincitore                                         | Finalista                         | Semifinalisti | Eliminati ai quarti |
| --------- | ------------------------------------------------------------------------------------------------ | ------------------------------------------------- | --------------------------------- | ------------- | ------------------- |
| luglio    | Scottish Championships 1930 Peebles, Gran Bretagna Singolare - Doppio                            | Jack Crawford John Colin Gregory titolo condiviso |                                   |               |                     |
| luglio    | Scottish Championships 1930 Peebles, Gran Bretagna Singolare - Doppio                            | Ian Collins W.A.R. Collins 3–6, 11–9, sospeso     | Scovel Colin Gregory              |               |                     |
| luglio    | British Pro Championships 1930 Eastbourne, Gran Bretagna Singolare - Doppio                      | Dan Maskell 6-1 6-0 6-2                           | T.C. Jeffery                      |               |                     |
| luglio    | British Pro Championships 1930 Eastbourne, Gran Bretagna Singolare - Doppio                      | C.R. Read T.C. Jeffery 6–9, 6–4, 6–1              | F.H. Poulson J.W. Pearce          |               |                     |
| 5 luglio  | Torneo di Wimbledon 1930 Londra, Gran Bretagna Erba Singolare - Doppio                           | Bill Tilden 6-3 9-7 6-4                           | Wilmer Allison                    |               |                     |
| 5 luglio  | Torneo di Wimbledon 1930 Londra, Gran Bretagna Erba Singolare - Doppio                           | Wilmer Allison John Van Ryn 6-3, 6-3, 6-2         | John Doeg George Lott             |               |                     |
| 7 luglio  | New Jersey State Championships 1930 Montclair, USA Singolare - Doppio                            | Herbert Bowman 5-7 9-7 5-7 6-3 8-6                | Julius Seligson                   |               |                     |
| 7 luglio  | New Jersey State Championships 1930 Montclair, USA Singolare - Doppio                            |                                                   |                                   |               |                     |
| 7 luglio  | Nassau Bowl 1930 Glen Cove, USA Singolare - Doppio                                               | Francis Townsend Hunter 2-6 10-8 6-4 6-4          | Jacobs                            |               |                     |
| 7 luglio  | Nassau Bowl 1930 Glen Cove, USA Singolare - Doppio                                               |                                                   |                                   |               |                     |
| 7 luglio  | East of England Championships 1930 Felixstowe, Gran Bretagna Singolare - Doppio                  | Afzal W. Hill 6-0 6-4                             | Gordon Crole-Rees                 |               |                     |
| 7 luglio  | East of England Championships 1930 Felixstowe, Gran Bretagna Singolare - Doppio                  |                                                   |                                   |               |                     |
| 7 luglio  | Midland Counties Championships 1930 Edgbaston, Gran Bretagna Singolare - Doppio                  | Keats Lester 6-3 6-3                              | Ryuki Miki                        |               |                     |
| 7 luglio  | Midland Counties Championships 1930 Edgbaston, Gran Bretagna Singolare - Doppio                  |                                                   |                                   |               |                     |
| 7 luglio  | Irish Championships 1930 Dublino, Irlanda Singolare - Doppio                                     | Harry G. Lee 3-6 1-6 6-4 7-5 6-0                  | Pat Hughes                        |               |                     |
| 7 luglio  | Irish Championships 1930 Dublino, Irlanda Singolare - Doppio                                     |                                                   |                                   |               |                     |
| 7 luglio  | Western Championships 1930 Chicago, USA Singolare - Doppio                                       | Harris Coggeshall                                 | Cliff Sutter                      |               |                     |
| 7 luglio  | Western Championships 1930 Chicago, USA Singolare - Doppio                                       |                                                   |                                   |               |                     |
| 13 luglio | Dutch International Championships 1930 Noordwijk, Paesi Bassi Terra rossa Singolare - Doppio     | Bill Tilden 8-6 6-8 6-3 6-4                       | Daniel Prenn                      |               |                     |
| 13 luglio | Dutch International Championships 1930 Noordwijk, Paesi Bassi Terra rossa Singolare - Doppio     | Bill Tilden Daniel Prenn 6–1, 6–2, 7–5            | Arthur Diemer-Kool Hendrik Timmer |               |                     |
| 13 luglio | Southern Championships 1930 Memphis, USA Singolare - Doppio                                      | Bryan Grant                                       | Cliff Sutter                      |               |                     |
| 13 luglio | Southern Championships 1930 Memphis, USA Singolare - Doppio                                      |                                                   |                                   |               |                     |
| 14 luglio | New York State Championships 1930 Syracuse, USA Singolare - Doppio                               | Francis Shields                                   | R. Murphy                         |               |                     |
| 14 luglio | New York State Championships 1930 Syracuse, USA Singolare - Doppio                               |                                                   |                                   |               |                     |
| 14 luglio | Rhode Island State Championships 1930 Providence, USA Singolare - Doppio                         | Jacobs 6-2 8-10 6-2 8-6                           | William Fiebleman                 |               |                     |
| 14 luglio | Rhode Island State Championships 1930 Providence, USA Singolare - Doppio                         |                                                   |                                   |               |                     |
| 14 luglio | Torneo di Norwich 1930 Norwich, Gran Bretagna Singolare - Doppio                                 | Cam Malfroy 7-5 4-6 7-5                           | Fred Perry                        |               |                     |
| 14 luglio | Torneo di Norwich 1930 Norwich, Gran Bretagna Singolare - Doppio                                 |                                                   |                                   |               |                     |
| 14 luglio | Welsh Championships 1930 Newport, Gran Bretagna Singolare - Doppio                               | Williams 8-6 3-6 6-4 10-8                         | Ted Avory                         |               |                     |
| 14 luglio | Welsh Championships 1930 Newport, Gran Bretagna Singolare - Doppio                               |                                                   |                                   |               |                     |
| 14 luglio | West New Jersey Championships 1930 Moorestown, USA Singolare - Doppio                            | Carl Fischer 6-2 6-1 7-5                          | Norman Bramall                    |               |                     |
| 14 luglio | West New Jersey Championships 1930 Moorestown, USA Singolare - Doppio                            |                                                   |                                   |               |                     |
| 14 luglio | Torneo di Frinton-on-Sea 1930 Frinton-on-Sea, Gran Bretagna Singolare - Doppio                   | Bunny Henry Austin 6-2 8-6                        | John Olliff                       |               |                     |
| 14 luglio | Torneo di Frinton-on-Sea 1930 Frinton-on-Sea, Gran Bretagna Singolare - Doppio                   |                                                   |                                   |               |                     |
| 19 luglio | Quaker Ridge Championships 1930 New Rochelle, USA Singolare - Doppio                             | Melvin Partridge 6-1 6-3 6-3                      | Frank Bowden                      |               |                     |
| 19 luglio | Quaker Ridge Championships 1930 New Rochelle, USA Singolare - Doppio                             |                                                   |                                   |               |                     |
| 19 luglio | Ontario Championships 1930 Hamilton, Canada Singolare - Doppio                                   | Gilbert Nunns                                     | Ted Ludlow                        |               |                     |
| 19 luglio | Ontario Championships 1930 Hamilton, Canada Singolare - Doppio                                   |                                                   |                                   |               |                     |
| 19 luglio | Longwood Bowl 1930 Brookline, USA Singolare - Doppio                                             | Cliff Sutter 5-7 6-4 6-3 6-2                      | Sidney Wood                       |               |                     |
| 19 luglio | Longwood Bowl 1930 Brookline, USA Singolare - Doppio                                             |                                                   |                                   |               |                     |
| 19 luglio | Central Jersey Championships 1930 Beach Haven, USA Singolare - Doppio                            | Bertram Hammell                                   | Colborn                           |               |                     |
| 19 luglio | Central Jersey Championships 1930 Beach Haven, USA Singolare - Doppio                            |                                                   |                                   |               |                     |
| 20 luglio | U.S. Men's Clay Court Championships 1930 Kansas City, USA Singolare - Doppio                     | Bryan Grant 6-2 4-6 6-2 6-4                       | Wilbur Franklyn Coen              |               |                     |
| 20 luglio | U.S. Men's Clay Court Championships 1930 Kansas City, USA Singolare - Doppio                     | Frederic Mercur Gilbert Hall 6–3, 7–5, 6–2        | Wray Brown Harris Coggeshall      |               |                     |
| 23 luglio | Torneo di Sheffield & Hallamshire 1930 Sheffield - Hallamshire, Gran Bretagna Singolare - Doppio | Atri-Madan Mohan 3-6 6-1 6-0                      | Henry Burrows                     |               |                     |
| 23 luglio | Torneo di Sheffield & Hallamshire 1930 Sheffield - Hallamshire, Gran Bretagna Singolare - Doppio |                                                   |                                   |               |                     |
| 27 luglio | Metropolitan Grass Court Championships 1930 New York, USA Singolare - Doppio                     | Francis Townsend Hunter 4-6 6-4 6-1               | Percy Lloyd Kynaston              |               |                     |
| 27 luglio | Metropolitan Grass Court Championships 1930 New York, USA Singolare - Doppio                     |                                                   |                                   |               |                     |
| 27 luglio | Torneo di Crawford Notch 1930 Crawford Notch, USA Singolare - Doppio                             | Anton Von Bernuth 6-0 9-7 6-0                     | Bertram Hammell                   |               |                     |
| 27 luglio | Torneo di Crawford Notch 1930 Crawford Notch, USA Singolare - Doppio                             |                                                   |                                   |               |                     |
| 27 luglio | Delaware Clay Court Championships 1930 Wilmington, USA Singolare - Doppio                        | Samuel Gilpin 6-2 7-5 6-2                         | George Lyttleton Rogers           |               |                     |
| 27 luglio | Delaware Clay Court Championships 1930 Wilmington, USA Singolare - Doppio                        |                                                   |                                   |               |                     |
| 27 luglio | Canadian Championships 1930 Toronto, Canada Singolare - Doppio                                   | George Lyttleton Rogers 6-4 8-6 0-6 9-7           | Gilbert Nunns                     |               |                     |
| 27 luglio | Canadian Championships 1930 Toronto, Canada Singolare - Doppio                                   | Gilbert Hall Fred Mercur 11-9, 6-2, 6-4           | Walter Martin Gilbert Nunns       |               |                     |

### Agosto
| Settimana | Torneo                                                                            | Vincitore                                          | Finalista                     | Semifinalisti | Eliminati ai quarti |
| --------- | --------------------------------------------------------------------------------- | -------------------------------------------------- | ----------------------------- | ------------- | ------------------- |
| agosto    | Torneo di Deauville 1930 Deauville, Francia Singolare - Doppio                    | Antoine Gentien 6-1 4-6 6-2 7-5                    | Marcel Bernard                |               |                     |
| agosto    | Torneo di Deauville 1930 Deauville, Francia Singolare - Doppio                    |                                                    |                               |               |                     |
| agosto    | Queensland Championships 1930 Brisbane, Australia Singolare - Doppio              | Jack Cummings 6-0 6-2 6-2                          | Ray Dunlop                    |               |                     |
| agosto    | Queensland Championships 1930 Brisbane, Australia Singolare - Doppio              |                                                    |                               |               |                     |
| 2 agosto  | Seabright Invitational 1930 Seabright, USA Singolare - Doppio                     | Sidney Wood 6-2 6-2 6-0                            | Ellsworth Vines               |               |                     |
| 2 agosto  | Seabright Invitational 1930 Seabright, USA Singolare - Doppio                     |                                                    |                               |               |                     |
| 2 agosto  | Atlantic Coast Invitational 1930 Ocean City, USA Singolare - Doppio               | Bertram Hammell 9-7 3-6 6-3 6-0                    | Hess                          |               |                     |
| 2 agosto  | Atlantic Coast Invitational 1930 Ocean City, USA Singolare - Doppio               |                                                    |                               |               |                     |
| 2 agosto  | Virginia State Championships 1930 Hot Springs, USA Singolare - Doppio             | Paul C. Kunkel 6-1 6-3 6-4                         | Ed Yeomans                    |               |                     |
| 2 agosto  | Virginia State Championships 1930 Hot Springs, USA Singolare - Doppio             |                                                    |                               |               |                     |
| 3 agosto  | North Jersey Coast Championships 1930 Westfield, USA Singolare - Doppio           | Percy Lloyd Kynaston                               | Morey Lewis                   |               |                     |
| 3 agosto  | North Jersey Coast Championships 1930 Westfield, USA Singolare - Doppio           |                                                    |                               |               |                     |
| 3 agosto  | German Championships 1930 Amburgo, Germania Singolare - Doppio                    | Christian Boussus 1-6 8-6 2-6 6-4 6-4              | Yoshiro Ohta                  |               |                     |
| 3 agosto  | German Championships 1930 Amburgo, Germania Singolare - Doppio                    | Edgar Moon Jack Crawford 6–3, 2–6, 6–4, 6–3        | Tamino Abe Harada             |               |                     |
| 4 agosto  | Suffolk Championships 1930 Saxmundham, Gran Bretagna Singolare - Doppio           | Norman H. Latchford 6-3 6-4                        | Barrington                    |               |                     |
| 4 agosto  | Suffolk Championships 1930 Saxmundham, Gran Bretagna Singolare - Doppio           |                                                    |                               |               |                     |
| 4 agosto  | Hampshire Championships 1930 Bournemouth, Gran Bretagna Singolare - Doppio        | Eskel Dundas Andrews 7-5 6-2                       | Patrick Wheatley              |               |                     |
| 4 agosto  | Hampshire Championships 1930 Bournemouth, Gran Bretagna Singolare - Doppio        |                                                    |                               |               |                     |
| 9 agosto  | Yonkers Championships 1930 New York, USA Singolare - Doppio                       | Frank Bowden 6-4 2-6 6-2 7-9 6-4                   | Arthur Fowler                 |               |                     |
| 9 agosto  | Yonkers Championships 1930 New York, USA Singolare - Doppio                       |                                                    |                               |               |                     |
| 10 agosto | Eastern Clay Court Championships 1930 New York, USA Singolare - Doppio            | Samuel Gilpin                                      | Bertram Hammell               |               |                     |
| 10 agosto | Eastern Clay Court Championships 1930 New York, USA Singolare - Doppio            |                                                    |                               |               |                     |
| 10 agosto | Ohio State Championships 1930 Cincinnati, USA Singolare - Doppio                  | Reginald Speke Barnes 6-0 6-1 6-3                  | Sellers                       |               |                     |
| 10 agosto | Ohio State Championships 1930 Cincinnati, USA Singolare - Doppio                  |                                                    |                               |               |                     |
| 11 agosto | Southampton Invitation 1930 Southampton, USA Singolare - Doppio                   | Sidney Wood 3-6 6-3 6-2 6-2                        | Wilmer Allison                |               |                     |
| 11 agosto | Southampton Invitation 1930 Southampton, USA Singolare - Doppio                   |                                                    |                               |               |                     |
| 11 agosto | Derbyshire Championships 1930 Buxton, Gran Bretagna Singolare - Doppio            | Keats Lester 7-5 6-2                               | Eric Peters                   |               |                     |
| 11 agosto | Derbyshire Championships 1930 Buxton, Gran Bretagna Singolare - Doppio            |                                                    |                               |               |                     |
| 17 agosto | Eastern Grass Court Championships 1930 Rye, USA Singolare - Doppio                | Clifford Sutter 4-6 8-6 7-5 4-6 6-1                | Gregory Mangin                |               |                     |
| 17 agosto | Eastern Grass Court Championships 1930 Rye, USA Singolare - Doppio                |                                                    |                               |               |                     |
| 17 agosto | Maine State Championships 1930 Portland, USA Singolare - Doppio                   | Francis Shields 6-2 6-2 6-3                        | Perrine Rockafellow           |               |                     |
| 17 agosto | Maine State Championships 1930 Portland, USA Singolare - Doppio                   |                                                    |                               |               |                     |
| 18 agosto | North of England Championships 1930 Scarborough, Gran Bretagna Singolare - Doppio | Eskel Dundas Andrews 6-0 9-7                       | John Colin Gregory            |               |                     |
| 18 agosto | North of England Championships 1930 Scarborough, Gran Bretagna Singolare - Doppio | Colin Gregory Charles Herbert Kingsley 6–1, 6–3    | Eskell Andrews Cam Malfroy    |               |                     |
| 18 agosto | West Sussex Championships 1930 Bognor Regis, Gran Bretagna Singolare - Doppio     | Nigel Sharpe 6-2 6-1                               | Stubbs                        |               |                     |
| 18 agosto | West Sussex Championships 1930 Bognor Regis, Gran Bretagna Singolare - Doppio     |                                                    |                               |               |                     |
| 25 agosto | Newport Casino Trophy 1930 Newport, USA Erba Singolare - Doppio                   | Bill Tilden 6-1 0-6 5-7 6-2 6-4                    | Wilmer Allison                |               |                     |
| 25 agosto | Newport Casino Trophy 1930 Newport, USA Erba Singolare - Doppio                   | Bill Tilden Francis Hunter 6–3, 6–4, 0–6, 3–6, 6–2 | Harris Coggeshall Wilbur Coen |               |                     |
| 31 agosto | Torneo di Homberg 1930 Bad Homburg vor der Höhe, Germania Singolare - Doppio      | Harry Hopman 2-6 6-4 6-3 0-6 6-4                   | Christian Boussus             |               |                     |
| 31 agosto | Torneo di Homberg 1930 Bad Homburg vor der Höhe, Germania Singolare - Doppio      | Jack Willard Harry Hopman 9–7, 6–8, 7–5, 6–3       | Sato L. Lorentz               |               |                     |

### Settembre
| Settimana    | Torneo                                                                           | Vincitore                                                                      | Finalista | Semifinalisti | Eliminati ai quarti |
| ------------ | -------------------------------------------------------------------------------- | ------------------------------------------------------------------------------ | --- | ------------- | ------------------- |
| settembre    | German Pro Championships 1930 Berlino, Germania Singolare - Doppio               | Martin Plaa Round Robin                                                        | Hans Nüsslein Hermann Bartelt Hermann Richter August C. Becker Heinz Messerschmidt Max Hopfenheit A. Förster |               |                     |
| settembre    | German Pro Championships 1930 Berlino, Germania Singolare - Doppio               | Martin Plaa Albert Burke Round Robin                                           | Hermann Bartelt Hans Nüsslein Hermann Richter August C. Becker Max Hopfenheit Heinz Messerschmidt            |               |                     |
| 1º settembre | Cinque Ports Championships 1930 Folkestone, Gran Bretagna Singolare - Doppio     | Henry Standring 6-0 6-4 6-3                                                    | John Pennycuick                                                                                              |               |                     |
| 1º settembre | Cinque Ports Championships 1930 Folkestone, Gran Bretagna Singolare - Doppio     |                                                                                | |               |                     |
| 14 settembre | U.S. National Championships 1930 New York, USA Erba Singolare - Doppio           | John Doeg 10-8 1-6 6-4 1-6-14                                                  | Francis Shields                                                                                              |               |                     |
| 14 settembre | U.S. National Championships 1930 New York, USA Erba Singolare - Doppio           | George Lott John Doeg 8-6, 6-3, 3-6, 13-15, 6-4                                | Wilmer Allison John Van Ryn                                                                                  |               |                     |
| 20 settembre | U.S. Pro Tennis Championships 1930 New York, USA Erba Singolare - Doppio         | Vincent Richards 2-6, 10-8, 6-3, 6-4                                           | Karel Koželuh                                                                                                |               |                     |
| 20 settembre | U.S. Pro Tennis Championships 1930 New York, USA Erba Singolare - Doppio         | Vincent Richards Howard Kinsey 6–2, 15-13, 7–5                                 | Karel Koželuh Roman Najuch                                                                                   |               |                     |
| 28 settembre | South of England Championships 1930 Eastbourne, Gran Bretagna Singolare - Doppio | Ryuki Miki 7-5 6-3                                                             | Charles Kingsley                                                                                             |               |                     |
| 28 settembre | South of England Championships 1930 Eastbourne, Gran Bretagna Singolare - Doppio | Eric Peters / Keats Lester vs. Cyril Eames / Charles Kingsley titolo condiviso | |               |                     |
| 29 settembre | Pacific Southwest Championships 1930 Los Angeles, USA Cemento Singolare - Doppio | Ellsworth Vines 14-12 6-3 6-4                                                  | Gregory Mangin                                                                                               |               |                     |
| 29 settembre | Pacific Southwest Championships 1930 Los Angeles, USA Cemento Singolare - Doppio | Wilmer Allison John Van Ryn                                                    | |               |                     |

### Ottobre
| Settimana  | Torneo                                                                             | Vincitore                                              | Finalista                                | Semifinalisti | Eliminati ai quarti |
| ---------- | ---------------------------------------------------------------------------------- | ------------------------------------------------------ | ---------------------------------------- | ------------- | ------------------- |
| 5 ottobre  | Coupe Porée 1930 Parigi, Francia Singolare - Doppio                                | Jean Borotra 6-1 6-3 1-6 5-7 6-4                       | Christian Boussus                        |               |                     |
| 5 ottobre  | Coupe Porée 1930 Parigi, Francia Singolare - Doppio                                | René de Buzelet Marcel Bernard 4–6, 3–6, 6–4, 6–0, 6–4 | Jacques Grandguillot Pierre Grandguillot |               |                     |
| 5 ottobre  | Pacific Coast Championships 1930 Berkeley, USA Singolare - Doppio                  | George Lott 6-3, 6-2, 6-1                              | Keith Gledhill                           |               |                     |
| 5 ottobre  | Pacific Coast Championships 1930 Berkeley, USA Singolare - Doppio                  | Wilmer Allison John Van Ryn 7-5, 6-3, 6-0              | Cranston Holman Gerald Stratford         |               |                     |
| 7 ottobre  | Greenbrier Autumn Championships 1930 White Sulphur Springs, USA Singolare - Doppio | George Lott 6-1 6-3 6-2                                | Hawk                                     |               |                     |
| 7 ottobre  | Greenbrier Autumn Championships 1930 White Sulphur Springs, USA Singolare - Doppio |                                                        |                                          |               |                     |
| 10 ottobre | Hot Springs Fall Championships 1930 Hot Springs, USA Singolare - Doppio            | Major                                                  | Ernest Kuhn                              |               |                     |
| 10 ottobre | Hot Springs Fall Championships 1930 Hot Springs, USA Singolare - Doppio            |                                                        |                                          |               |                     |
| 13 ottobre | British Covered Court Championships 1930 Londra, Gran Bretagna Singolare - Doppio  | Jean Borotra 6-1 0-6 2-6 6-2 6-4                       | Bunny Henry Austin                       |               |                     |
| 13 ottobre | British Covered Court Championships 1930 Londra, Gran Bretagna Singolare - Doppio  | Bunny Austin John Olliff 8–6, 15-13, 6—4               | Alfred Ingram Frank Wilde                |               |                     |
| 30 ottobre | Mid-South Chapionships 1930 Pinehurst, USA Singolare - Doppio                      | Wilmer Hines 7-5 8-6 6-2                               | Ed Yeomans                               |               |                     |
| 30 ottobre | Mid-South Chapionships 1930 Pinehurst, USA Singolare - Doppio                      |                                                        |                                          |               |                     |

### Novembre
| Settimana | Torneo                                                                            | Vincitore                                | Finalista           | Semifinalisti | Eliminati ai quarti |
| --------- | --------------------------------------------------------------------------------- | ---------------------------------------- | ------------------- | ------------- | ------------------- |
| novembre  | Queen's Covered Court Championships 1930 Londra, Gran Bretagna Singolare - Doppio | Edward Raymond Avory 4-6 6-2 6-2 3-6 7-5 | Jose de Verda       |               |                     |
| novembre  | Queen's Covered Court Championships 1930 Londra, Gran Bretagna Singolare - Doppio | Iwao Aoki Tatsuyoshi Miki 6–1, 7–5       | Edward Avory Barber |               |                     |

### Dicembre
| Settimana   | Torneo                                                                                | Vincitore                                             | Finalista                         | Semifinalisti | Eliminati ai quarti |
| ----------- | ------------------------------------------------------------------------------------- | ----------------------------------------------------- | --------------------------------- | ------------- | ------------------- |
| dicembre    | Victorian Championships 1930 Melbourne, Australia Erba Singolare - Doppio             | Jack Crawford 6-1 8-10 6-0 6-2                        | Harry Hopman                      |               |                     |
| dicembre    | Victorian Championships 1930 Melbourne, Australia Erba Singolare - Doppio             | Richard Schlesinger John Clemenger 3–6, 6–2, 3–6, 4–6 | Jack Crawford Harry Hopman        |               |                     |
| 24 dicembre | East of India Championships 1930 Calcutta, India Singolare - Doppio                   | Bunny Henry Austin 6-2 7-5 6-1                        | Eskel Dundas Andrews              |               |                     |
| 24 dicembre | East of India Championships 1930 Calcutta, India Singolare - Doppio                   | Eskel Andrews Horn 6–2, 6–3, 6–1                      | Dip Narain Kapoor Sham Sher Singh |               |                     |
| 29 dicembre | Southern California Mid-Winter Championships 1930 Los Angeles, USA Singolare - Doppio | Sidney Wood                                           | non conosciuta (bandiera)         |               |                     |
| 29 dicembre | Southern California Mid-Winter Championships 1930 Los Angeles, USA Singolare - Doppio |                                                       |                                   |               |                     |

## Senza data
| Settimana  | Torneo                                                   | Vincitore       | Finalista                 | Semifinalisti | Eliminati ai quarti |
| ---------- | -------------------------------------------------------- | --------------- | ------------------------- | ------------- | ------------------- |
| Senza data | Torneo di La Jolla 1930 La Jolla, USA Singolare - Doppio | Dolf Muehleisen | non conosciuta (bandiera) |               |                     |
| Senza data | Torneo di La Jolla 1930 La Jolla, USA Singolare - Doppio |                 |                           |               |                     |